# Trauma (film, 1984)
Pour plus de détails, voir Fiche technique et Distribution.
Trauma est un film allemand réalisé par Gabi Kubach et sorti en 1984.

## Synopsis
La jeune Anna travaille comme employée dans une agence de détectives, qui se confie un jour à son patron Sam sur une affaire impliquant une personne disparue. Cette dernière se nomme Maria et a sombré dans une grave dépression après avoir perdu son enfant. La dernière trace de Maria conduit Anna dans une maison isolée sur la côte de Bretagne en France. 
Là-bas, les amis de Maria semblent en savoir plus sur la femme disparue qu’ils ne l’admettent à Anna. Ce n’est que lentement qu’elle se rend compte que cette recherche est aussi une recherche de son propre passé, qui a des caractéristiques traumatisantes. Anna est forcée par son travail de faire face à des souvenirs enfouis depuis longtemps et la confrontation est un voyage dans son propre moi, qui a des traits si dangereux et autodestructeurs que la détective manque de se suicider.

## Fiche technique
- Titre : Trauma
- Réalisation : Gabi Kubach
- Scénario : Gabi Kubach
- Photographie : Helge Weindler
- Décors : Toni Lüdi
- Montage : Peter Przygodda
- Musique : Paul Vincent Gunia
- Pays d'origine :  Allemagne de l'Est
- Production : Tura-Film
- Durée : 89 minutes
- Date de sortie : Allemagne de l'Est - 12 mai 1984

## Distribution
- Birgit Doll : Anna
- Lou Castel : le Maître
- Armin Mueller-Stahl : Sam
- Hanne Wieder : la mère d'Anna
- Janna Marangosoff : Christina
- Eva-Maria Hagen : la mère de Christina

## Sélection
- Festival international du film fantastique d'Avoriaz 1984